# Aquileai Chromatius
Aquileai Chromatius (? – kb. 407) ókeresztény író, Aquileia püspöke volt.

## Élete
Születésének helye ismeretlen, de Aquileiában nőtt fel. Apja már Chromatius gyermekkorában meghalt, anyja és idősebb testvérei nevelték fel.
388-ban lett pap Aquileiában, Valerianus püspök halála után. Idejének legkedveltebb főpapja volt, rendszeresen levelezésben állt Szent Ambrussal, Tyrannius Rufinusszal és Szent Jeromossal. Házát egyfajta szerzetesközponttá alakította át, amelyben együtt laktak a családtagok és Aquileia papsága. Chromatius mind Rufinust, mind Jeromost arra biztatta, hogy minél több teológiai munkát fordítsanak le görögből latinra; a költségeket saját vagyonából fedezte. Chromatius az arianizmus ellenzője volt és Aranyszájú Szent János támogatója volt.
Chromatius írásait az idők során Aranyszájú Szent János latinra fordított munkái közé sorolták, vagy másoknak tulajdonították. A kéziratokban a „Chr" betűkkel rövidítették Chromatius  nevét, a rövidítést a későbbi másolók hibásan Chrysostomusnak olvasták. Napjainkig mindössze tizenhét munkájáról bizonyosodott be, hogy valóban ő volt a szerzőjük. 1969-ben egy kutató, Henri Lemarié, harmincnyolc beszédét fedezte fel és publikálta.
Eddig a következő művekről bizonyosodott be, hogy Chromatius a szerzőjük: A nyolc boldogságról; Tizenhét értekezés Máté evangéliumáról; Előszó az Úr imájához a katekumeneknek.
Az egyház december 2-án ünnepli Chromatiust.

## Fordítás
Ez a szócikk részben vagy egészben  a   Chromatius című angol Wikipédia-szócikk fordításán alapul.  Az eredeti cikk szerkesztőit annak laptörténete sorolja fel. Ez a jelzés csupán a megfogalmazás eredetét és a szerzői jogokat jelzi, nem szolgál a cikkben szereplő információk forrásmegjelöléseként.